# Bolboceratex transvaalicus
Bolboceratex transvaalicus is een keversoort uit de familie cognackevers (Bolboceratidae). De wetenschappelijke naam van de soort werd in 1974 gepubliceerd door Rudolf Petrovitz.